# Саркисян, Аркадий Рафикович
Арка́дий Ра́фикович Саркися́н (р. 23 февраля 1959) — российский политический деятель. Депутат Государственной Думы пятого созыва (с 2007), член фракции ЛДПР. Представитель от Верховного Совета Хакасии в Совете Федерации России (2001—2006).

## Биография
В 1976—1994 годах служил в военно-морском флоте. В 1981 году окончил Высшее военно-морское училище имени Нахимова. На момент увольнения был заместителем начальника штаба базы Балтийского флота. Уволился после вывода кораблей Балтийского флота из Прибалтики в звании капитана II ранга.
В 1994 году руководил московской фирмой «Алинвест», скупавшей акции Саянского алюминиевого завода. С 1995 года — заместитель генерального директора АО «Саянал». В 1995—1996 годах — заместитель генерального директора, глава службы безопасности ОАО «Саянский алюминиевый завод».
В январе 1997 года был назначен первым заместителем председателя Правительства Республики Хакасия.
21 февраля 1997 года депутат Думы от ЛДПР Евгений Логинов заявил на заседании, что Саркисян, будучи начальником службы безопасности Саянского алюминиевого завода, «устроил фактически концентрационный лагерь и, помимо просто преступной криминальной деятельности, проводил деятельность по ущемлению и дискриминации русского населения, вместе с хакасским меньшинством организовывал на предприятиях террор против русских. Была даже установлена официальная такса, когда за донос на любого русского Саркисян выплачивал 360 тысяч». Саркисян отверг обвинения и обратился в суд с иском о защите чести и деловой репутации, потребовав взыскать с Логинова 500 млн руб. По словам Саркисяна, он был начальником службы безопасности около трёх месяцев, а «из десятитысячного коллектива завода хакасов меньше полусотни и ни один из них не является должностным лицом».
С 1999 года — член совета директоров ОАО «Саянский алюминиевый завод». С 26 апреля 2000 года — вице-президент компании ООО «Группа „Сибирский алюминий“», которая управляла акциями Красноярского, Саянского и Братского алюминиевых заводов.
С 29 ноября 2000 года — заместитель генерального директора — исполнительный директор ОАО «Горьковский автомобилестроительный завод» (ГАЗ). В январе—июне 2001 года — член совета директоров ОАО «ГАЗ». С 15 февраля 2001 года по апрель того же года — первый заместитель генерального директора, исполнительный директор ОАО «ГАЗ».
26 апреля 2001 года избран представителем Верховного Совета Республики Хакасия в Совете Федерации. Был заместителем председателя комитета по вопросам безопасности и обороны. С 13 марта 2002 года — член Комиссии Совета Федерации по естественным монополиям.
2 июня 2006 года Совет Федерации на основании заключения Комиссии Совета Федерации по регламенту и организации парламентской деятельности постановлением № 154-СФ досрочно прекратил полномочия Саркисяна.
В 2007 году избран депутатом Государственной думы пятого созыва по федеральному списку ЛДПР (региональная группа № 81: Ханты-Мансийский автономный округ — Югра, Ямало-Ненецкий автономный округ). Вошёл в состав фракции ЛДПР.
В декабре 2011 года назначен руководителем строительного бизнеса компании «Базовый элемент».
В конце октября 2018 г. принадлежащая Саркисяну А. Р. компания ООО «Либра Холдингс» приобрела девелоперский холдинг «Главстрой», ранее входивший в промышленную группу «Базовый Элемент» Олега Дерипаски.

## Образование
В 1999 году окончил Хакасский университет им. Катанова по специальности «юриспруденция». Кандидат экономических наук (диссертация по теме «Антикризисное управление предприятиями: региональный аспект» защищена в 2000 году в Санкт-Петербургском государственном университете). В 2002 году окончил факультет переподготовки и повышения квалификации при Военной академии Генерального штаба.

## Награды
Награждён юбилейными медалями «70 лет Вооружённых Сил СССР», «300 лет Российскому флоту», медалями за выслугу лет.